# Martín Marculeta
Martín Marculeta (24 de setembro de 1907 - 19 de novembro de 1984) foi um futebolista espanhol. Ele competiu na Copa do Mundo FIFA de 1934, sediada na Itália, na qual a seleção de seu país terminou na quinta colocação dentre os 16 participantes.